# HD104241
HD104241 — хімічно пекулярна зоря спектрального класу A1, що має видиму зоряну величину в смузі V приблизно  7,6.
Вона  розташована на відстані близько 572,2 світлових років від Сонця.